# Christopher Brennan
Christopher Brennan (* 1. November 1870 in Sydney; † 5. Oktober 1932 ebenda) war ein australischer Dichter.

## Leben
Christopher Brennan war Sohn eines Brauers und wurde in katholischen Schulen erzogen. Als er sich 1888 in der Universität Sydney immatrikulierte, gab er seinen Glauben auf und studierte stattdessen die Klassiker. Er gewann ein Stipendium in Berlin, wo er seine zukünftige Ehefrau und die Poesie von Stéphane Mallarmé kennenlernte. Etwa zu dieser Zeit entschied er sich, Dichter zu werden. Bei seiner Rückkehr nach Australien nahm er eine Stelle als Bibliothekar in der öffentlichen Bücherei an, bevor er einen Posten in der Universität von Sydney erhielt. 1914 verfasste er sein Hauptwerk Poems: 1913. Später in den 20er Jahren hatte er eine Affäre mit Violet Singer, die in seinen späteren Gedichten als Vie auftauchte. Auf Grund seiner Scheidung und steigenden Alkoholismus wurde er von der Universität entlassen. Vies Unfalltod ließ ihn verzweifeln und er verbrachte den Rest seines Lebens in Armut.
Brennan starb 1932, nachdem er an Krebs erkrankt und zum Glauben seiner Kindheit zurückgekehrt war.

## Künstlerisches Schaffen
Brennan war kein eigentlicher lyrischer Dichter und sollte dafür auch nicht kritisiert werden. Sein Werk wurde nicht durch Emotionen angetrieben, sondern es zeigte bestens eine architektonische und mythologische Resonanz. Sein Hauptwerk sollte als Ganzes als ein einzelnes Gedicht gelesen werden, obwohl es auch kleineren Teilen zusammengesetzt war. Es beinhaltet nicht nur die grundlegenden Details seines Lebens wie die Trauer um seine Ehefrau (in den ersten Abschnitten), sondern auch menschliche Tiefe durch die Mythologie (in der zentralen Lilith-Passage und in der Wanderer-Sequenz). Als solches gehört es zu dem am intensivsten diskutierten Werke australischer Poesie, wenn man die Prominenz der Kritik am Werk und Brennan berücksichtigt.
Brennan lässt sich nicht eindeutig einer Gruppe zuordnen. Er ist weder Balladist noch ein Mitglied der entstehenden „Vision“-Schule. Am nächsten ist er der Generation der 1890er wie Victor Daley. Das ist nicht überraschend, da er die meisten Texte während dieser Periode produzierte. Seine Bedeutung in der australischen Literatur basiert auf der Ernsthaftigkeit, mit der er seine Aufgabe als Dichter anging, und seinem Einfluss auf einige spätere Poeten wie Vincent Buckley. Deshalb gilt Brennan als größter Dichter Australiens.

## Werke
- XXI poems: MDCCCXCIII-MDCCCXCVII. Towards the source, 1897
- Poems: 1913, 1914
- A chant of doom: and other verses, 1918
- The burden of Tyre, 1953
- The verse of Christopher Brennan ed. by A. R. Chisholm and J. J. Quinn, 1960
- The prose of Christopher Brennan ed. by A. R. Chisholm and J. J. Quinn, 1962
- Christopher Brennan ed. by Terry Sturm, 1984